# Aulonocara maylandi
Aulonocara maylandi е вид бодлоперка от семейство Цихлиди (Cichlidae). Видът е уязвим и сериозно застрашен от изчезване.

## Разпространение и местообитание
Разпространен е в Малави.
Обитава сладководни басейни, пясъчни дъна и рифове.

## Описание
На дължина достигат до 15 cm.